# 熱帶花園酒店
熱帶花園酒店（Tropicana Resort & Casino）是美國內華達州拉斯維加斯賭城大道上其中一間歷史最悠久的賭場酒店。酒店開業於1957年，由阿斯達企業所持有及管理。酒店擁有1,878間客房以及61,000平方公尺的賭場。
酒店主建築於1957年落成，其後於1979年增建有21層高的酒店大樓，並於1986年再增建有22層高的小島樓（Island Tower）。
酒店位於熱帶花園道與拉斯維加斯大道的交界地點，每天的交通和人流都相當繁忙。由於行人並不能直接通過馬路，故此在這交界點設有行人天橋供途人使用。熱帶花園酒店兩側分別有行人天橋連接美高梅金殿酒店和石中劍酒店。
酒店的持有者阿斯達企業除經營熱帶花園酒店之外，亦於美國另一賭城新澤西州的大西洋城經營賭場酒店。除此之外，企業亦於內華達州的洛夫連（Laughlin）、密蘇里州的卡路瑟維爾（Caruthersville）以及印第安納州的艾雲斯維爾持有一些小型的賭場。
於2006年3月，阿斯達企業宣佈將會被另一間賭場營運者比拿高娛樂（Pinnacle Entertainment）所收購。有報導指出熱帶花園酒店即將面臨拆卸重建的命運，不過這並不會於未來兩年內進行。Tropicana 最终于 2024 年 4 月 2 日永久关闭，并于 2024 年底拆除，为新的拉斯维加斯棒球场让路。

## 配套與娛樂
除了賭場之外，酒店亦擁有表演廳、水療室、游泳池以及大量的購物商場供遊客使用。酒店最近亦設有一個以鐵達尼號（Titanic）為主題的展覽，以及由迪克·阿瑟（Dick Arthur）與老虎及豹等野生動物的魔術表演。

## 外部連結
- 熱帶花園酒店官方網址
- 酒店的詳細介紹 （页面存档备份，存于）